# John McLean (1791-1830)
Pour les articles homonymes, voir John MacLean et MacLean.
Sidney Breese, né le 4 février 1791 et décédé le 14 octobre 1830, est un homme politique américain, membre du Parti démocrate et ancien sénateur de l'Illinois de 1824 à 1825 puis de 1829 à 1830.